# Marco Numio Albino
Marco Numio Albino (probablemente Marco Numio Atidio Seneción Albino) (c. 200 – c. 274) fue un senador romano que fue nombrado cónsul en dos ocasiones, la primera sufecto en algún momento alrededor de 240 y la segunda ordinarius en 263.

## Biografía
Numio Albino era probablemente el hijo Marco Numio Seneción Albino que había sido cónsul en 227. Él por su parte fue nombrado  cónsul sufecto antes de 256, probablemente alrededor de 240, período durante el cual podría haber sido honrado con una estatua erigida en Adada en Pisidia. En 256, fue nombrado prefecto de la Ciudad de Roma. Ostentó este cargo por segunda vez bajo el emperador Galieno, de 261 a 263, y fue ascendido al cargo de primer cónsul junto con otro individuo que permanece sin identificar llamado Dextro o quizá Máximo Dextro en 263.
Numio Albino pudo haber sido también el Albino que fue o bien praeses o legado proconsular en Licia y Panfilia. Se supone que fue el Albino que murió de viejo durante el reinado de Aureliano. Puede que fuera el hermano de Marco Numio Tusco que fue cónsul ordinarius en 258 y pudo haber sido el padre de Marco Numio Ceionio Annio Albino, que fue probablemente pretor urbano durante el reinado de Diocleciano.